# Riot dog

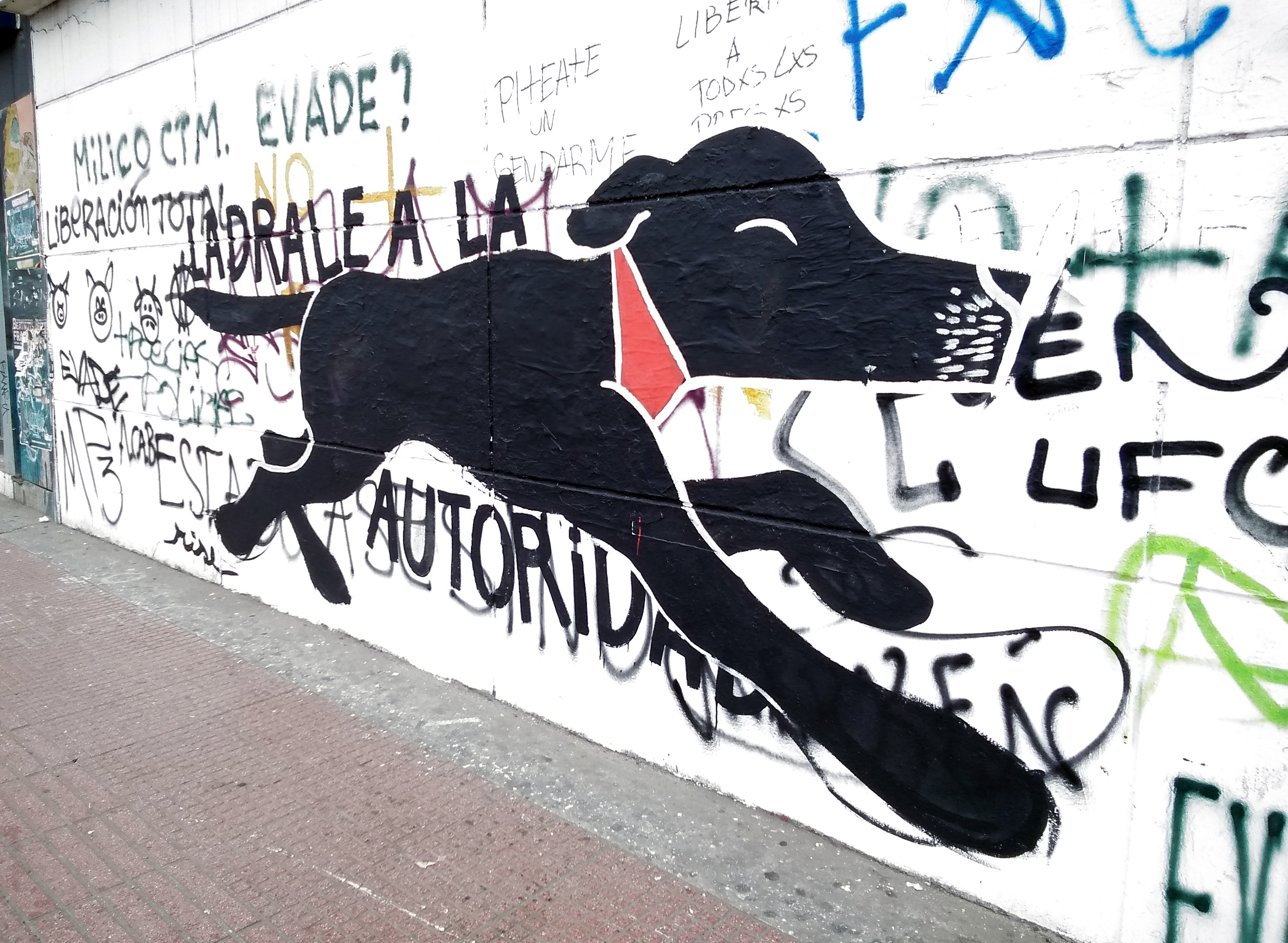
Raffigurazione di Negro Matapacos, cane randagio divenuto famoso durante le manifestazioni studentesche in Cile del 2010

Riot dog (in italiano: cane da sommossa) è una definizione usata dai mezzi di comunicazione di massa in lingua inglese per indicare un cane randagio che accompagna e aiuta i partecipanti delle manifestazioni pacifiche o violente. Ad alcuni di questi cani è stato dato ampio spazio dai media. I cani da sommossa, nel corso degli anni, hanno avuto un ampio seguito di fan in tutto il mondo.

## I cani da sommossa famosi

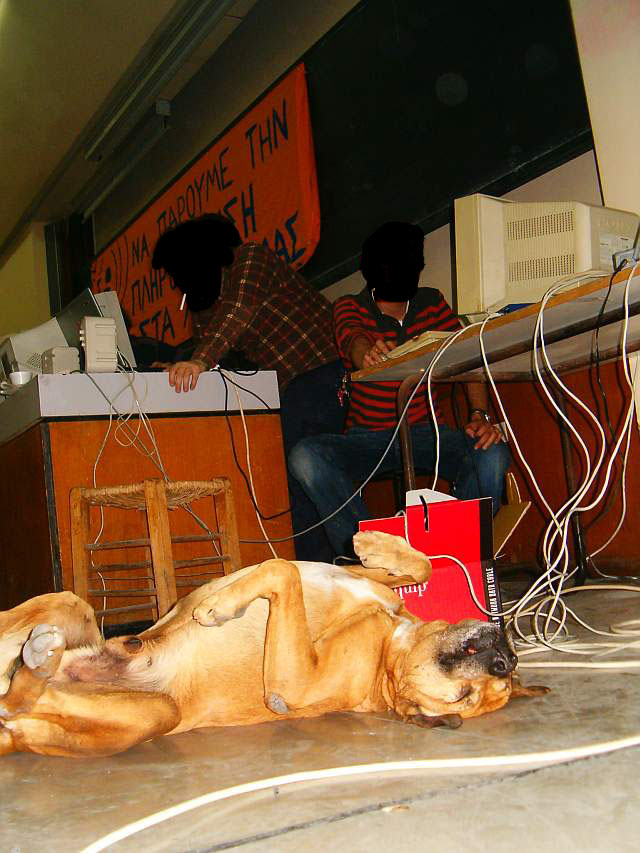
Kanellos vicino al tavolo degli oratori, nell'assemblea generale degli studenti, Università tecnica nazionale di Atene, 2007

Kanellos (in greco Κανέλλος?: Cannella), un maschio dal pelo chiaro e di razza mista, fu probabilmente il primo caso documentato di riot dog. Il cane venne fotografato per la prima volta in un'assemblea generale degli studenti presso l'Università Tecnica Nazionale di Atene occupata. Kanellos divenne famoso nelle rivolte greche del 2008, quando i fotografi e i cameraman greci iniziarono a notare un cane che continuava ad apparire nelle loro inquadrature. Il randagio sembrava seguire sempre i manifestanti.
Secondo i resoconti dei testimoni, Kanellos, nei suoi ultimi anni, soffriva di artrite. Un gruppo di studenti universitari decise di raccogliere denaro per acquistargli una sedia a rotelle per cani. Questo gli ha permesso di vivere in casa, tra gli studenti, fino alla sua morte.
Thodoris (in greco Θοδωρής?) è molto simile Kanellos, ritenuto uno dei suoi cuccioli. Thodoris è un cane di razza mista di colore dorato chiaro. Nonostante sia un randagio è stato seguito dai veterinari, come evidenziato dal suo collare blu.
Loukanikos (in greco Λουκάνικος?: Salsiccia luganega) o più comunemente Louk (in greco Λουκ?), a volte confuso dai media per Kanellos, è stato presente nelle proteste di Atene fino al 2012. Questo randagio è diventato il simbolo della resistenza greca contro i tagli alla spesa pubblica, A lui è stato dedicato un sito web in cui vengono inoltrati i report delle proteste in corso.
Nel settembre 2011, in occasione di una manifestazione di un sindacato della polizia nel centro di Atene, Loukanikos, secondo testimoni oculari, rimase inizialmente confuso nel scegliere una delle due parti contrapposte di poliziotti in uniforme. Quando la polizia antisommossa attaccò i loro colleghi in sciopero, il cane si schierò dalla parte di quelli che venivano attaccati.
La salute di Loukanikos è stata intaccata dall'inalazione di gas lacrimogeni e altri prodotti chimici durante i numerosi disordini a cui ha partecipato, è morto il 9 ottobre 2014 a casa di una persona che si è presa cura di lui. Aveva circa 10 anni.
Negro Matapacos (dallo spagnolo: matar, uccidere, e paco, in gergo cileno "sbirro"; il suo soprannome completo si traduce in "Nero ammazza-sbirri"), chiamato anche semplicemente "El Negro", è stato un cane randagio che ha accompagnato i manifestanti abbaiando contro i blindati o attaccando i poliziotti durante le proteste studentesche in Cile nel 2010. Matapacos è morto nel 2017.

## Riferimenti nella cultura di massa
Nel 2011, il cantante e cantautore americano David Rovics ha pubblicato una canzone intitolata The Riot Dog.